# 瓦克瓦斯區
瓦克瓦斯區（西班牙語：Distrito de Huac-Huas），是秘魯的一個區，位於該國中南部阿亞庫喬大區的盧卡納斯省，始建於1929年4月8日，面積309.5平方公里，海拔高度3,170米，2005年人口2,637，人口密度每平方公里8.5人。